# Thượng Sơn, Tuyên Quang
Thượng Sơn là một xã thuộc tỉnh Tuyên Quang, Việt Nam.

## Địa lý
Xã Thượng Sơn có vị trí địa lý:
- Phía đông giáp xã Quảng Ngần
- Phía tây giáp huyện Hoàng Su Phì
- Phía nam giáp huyện Bắc Quang và xã Quảng Ngần
- Phía bắc giáp huyện Hoàng Su Phì và xã Cao Bồ.

Xã Thượng Sơn có diện tích 142,60 km², dân số năm 2019 là 5.738 người, mật độ dân số đạt 40 người/km².

## Hành chính
Xã Thượng Sơn được chia thành 12 thôn, bản: Khuổi Luông, Đán Khao, Bó Đướt, Cao Bành, Bản Bó, Trung Sơn, Bản Khoéc, Lùng Vùi, Nậm Am, Hạ Sơn, Khuổi Sỏm, Vằng Luông.

## Lịch sử
Trước đây, Thượng Sơn là một xã thuộc huyện Bắc Quang.
Ngày 18 tháng 11 năm 1983, Hội đồng Bộ trưởng ban hành Quyết định 136-HĐBT về việc chuyển xã Thượng Sơn thuộc huyện Bắc Quang về huyện Vị Xuyên quản lý.